# Callipeltis
Callipeltis es un género con tres especies de plantas con flores perteneciente a la familia Rubiaceae. Se encuentra desde España a Pakistán.

## Descripción
Son hierbas anuales. Hojas pecioladas, formando con las estípulas verticilos de 4- (-6) piezas. Flores hermafroditas, en cimas axilares dispuestas en espiga de verticilastros, verticilastros con 2 brácteas y 5 -8 flores que, salvo la central de cada cima, están protegidas por 1 bracteola membranosa, obovada y cuculada. Flores tetrámeras. Cáliz ausente. Corola con tubo corto y 4 lóbulos erectos. Androceo con 4 estambres; anteras ovoideas, incluidas en la corola. Estilo solitario, filiforme,bífido, con estigma capitado. Fruto seco, dídimo, a veces con 1 solo mericarpo, con 1 semilla por mericarpo.

## Taxonomía
El género fue descrito por Christian von Steven y publicado en Nouv. Mém. Soc. Imp. Naturalistes Moscou 1: 275. 1829

## Especies
- Callipeltis cocullaria
- Callipeltis factorovskyi
- Callipeltis microstegia